# مدیریت تهدید یکپارچه

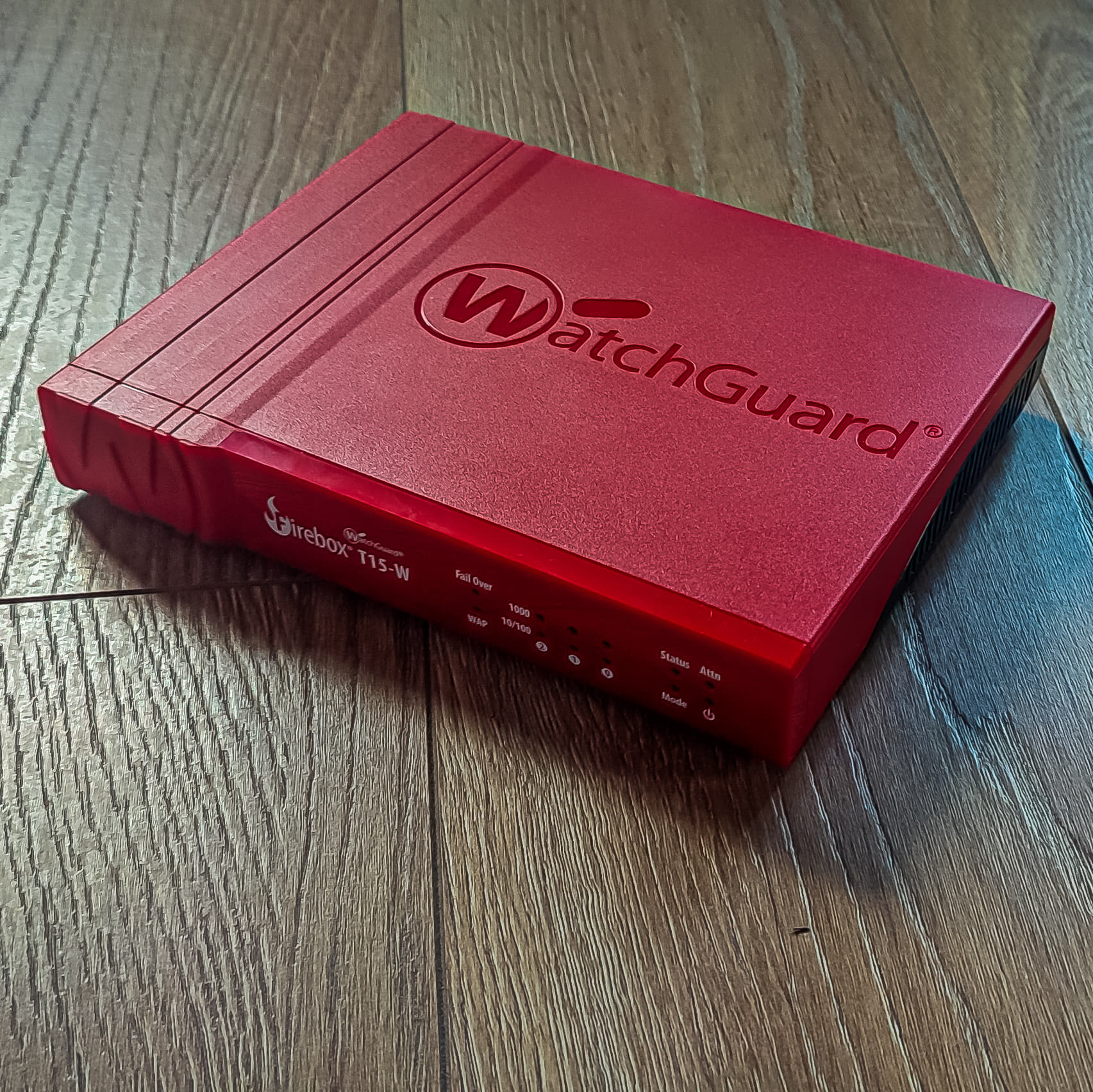
نمونه‌ای از یک‌دستگاه مدیریت تهدید یکپارچه (UTM Firebox T15)

مدیریت تهدید یکپارچه (UTM) یک راه حل جامع است که به تازگی در صنعت امنیت شبکه پدید آمده‌است و از سال ۲۰۰۴ پول گسترده‌ای را به عنوان راه حل شاهراه دفاعی شبکه‌های اصلی برای سازمان‌ها به دست آورده‌است. در تئوری، یوتی‌ام (UTM) تکامل دیواره‌های آتش (فایروال‌های) سنتی به یک محصول امنیتی فراگیر که قادر به انجام وظایف امنیتی متعدد در داخل یک دستگاه‌است:  دیواره آتش شبکه, جلوگیری از نفوذ شبکه و دروازه ضدویروس، ای‌وی (AV) و دروازه ضد هرزنامه، وی‌پی‌ان، فیلترینگ محتوا، حفظ تعادل بار، پیشگیری نشست اطلاعات وبر روی گزارش دستگاه. 
بازار جهانی یوتی‌ام  تقریباً به ارزش ۱٬۲ میلیارد دلار در سال ۲۰۰۷ بود و با پیش‌بینی ۳۵-۴۰٪  درصدی نرخ رشد مرکب سالانه تا سال ۲۰۱۱ است. بازار اصلی ارائه دهندگان یوتی‌ام  smb, و بخش سازمانی است. اگر چه ارائه دهندگان کمی در حال حاضر در حال ارائه راه حل‌های یوتی‌ام  برای دفاتر کوچک یا ادارات از راه دور است. اصطلاح یوتی‌ام  در اصل توسط شرکت تحقیقاتی بازار IDC  ابداع شد. مزایای استفاده ازوضعیت امنیتی یکپارچه در این واقعیت است که به جای مدیریت سامانه‌های مختلف که به صورت جداگانه آنتی ویروس‌ها، فیلترینگ محتوا، جلوگیری از نفوذ و توابع فیلترینگ اسپم ها, را اداره می‌کنند سازمان در حال حاضر دارای انعطاف‌پذیری لازم برای استقرار یک دستگاه یوتی‌ام  است که تمام قابلیت‌های خود را دریک چارچوب از ابزار و وسایل شبکه نصب‌شدنی قرار دهد. 

## پیشینه
نیاز به راه حل‌های یوتی‌ام با توجه به تعداد فزاینده‌ حملات ازقبیل هک و شکستن، ویروس‌ها، کرم‌ها بر روی سیستم‌های اطلاعاتی شرکت‌ها ظهور کرد که عمدتاحاصل ترکیبی از تهدیدات خارجی ویا تهدیدات خودی است. درجدیدترین تکنیک‌های حمله، کاربر به عنوان ضعیف‌ترین حلقه در یک بنگاه اقتصادی هدف قرار می‌گیرد، که پیامدهای آن به مراتب جدی تر از تصوراست. امنیت داده‌ها و دسترسی‌های غیرمجاز کارمندان به نگرانی اصلی برای تجارت سازمان‌ها تبدیل شده‌است. به این دلیل که اهداف  مخرب و در نتیجه از دست دادن اطلاعات محرمانه می‌تواند به زیان‌های عظیم مالی و همچنین به بدهی‌های قانونی منجر شود. 
شرکت‌ها امروزه آغاز به تصدیق این واقعیت کرده‌اند که جهل کاربر می‌تواند باعث بخطر افتادن امنیت حیاتی شبکه‌های داخلی شود. مزیت‌های اصلی استفاده از راه حل‌های یوتی‌ام، سادگی نصب، استفاده کارآمد و توانایی به روز رسانی همه توابع امنیتی به‌طور همزمان است. بنابراین، علاوه بر یک خرید مقرون به صرفه‌، هزینه‌های فعال سازی در شبکه روز به روز به شکل قابل توجهی از راه حل‌های دیگر پایین تر خواهد شد. هدف نهایی یک یوتی‌ام  ارائه مجموعه‌ای جامع از ویژگی‌های امنیتی در یک محصول واحد مدیریت شده از طریق یک کنسول واحد است. راه حل‌های یکپارچه امنیتی به عنوان یک راه منطقی برای مقابله با تهدیدات فزاینده اینترنتی که به صورت پیچیده‌ای باهم ترکیب میشدندو سازمان‌ها را تحت تأثیرقرارمیدادند, تکامل یافتند. با توجه به گفته‌های فراست و سالیوان بازار یوتی‌ام اخیرا با افزایش ۲۰٫۱٪ در سال ۲۰۰۹ به دنبال افزایش ۳۲٫۲٪ در سال ۲۰۰۸ رشد چشمگیری از خود نشان داده‌است.

## چگونگی امن‌سازی شبکه توسط یوتی‌ام
دستگاه یوتی‌ام  ساده مدیریت راهبرد امنیتی یک شرکت را آسانترمی‌کند، فقط با یک دستگاه می‌توان محل لایه‌های مختلف سخت افزار و نرم افزار را در نظر گرفت. همچنین به وسیلهٔ یک کنسول متمرکز، کلیه راهکارهای امنیتی می‌توانند تحت نظارت و پیکربندی باشند. در این زمینه، یوتی‌ام‌ها شکل واحدی از وسایل امنیتی را نشان می‌دهد که انواع قابلیت‌های امنیتی از جمله دیواره آتش، وی‌پی‌ان (VPN)، دروازه‌های ضد ویروس، ضد هرزنامه دروازه، جلوگیری از نفوذ، فیلترینگ محتوا، مدیریت پهنای باند، نرم‌افزار کنترل و گزارش دهی متمرکز را به عنوان ویژگی‌های اساسی دربر دارد. یوتی‌ام دارای یک سیستم عامل سفارشی برای نگه داشتن تمام ویژگی‌های امنیتی در یک مکان است، که می‌تواند منجر به ادغام بهتر مجموعه‌ای از دستگاه‌های نامتجانس شود. برای شرکت‌ها با شبکه ازراه دور یا ادارات واقع شده درفاصله دورتر، یوتی‌ام‌ها وسیله‌ای برای تأمین امنیت متمرکز با کنترل کامل بر شبکه‌های ای که در جهان توزیع شده‌اند هستند.

مزایای کلیدی:

1-	کاهش پیچیدگی:  راه حل‌های امنیتی مجزا. فروشنده تنها. تنها AMC

۲-	سادگی:  اجتناب از نصب چند نرم‌افزار و تعمیر و نگهداری

۳-	مدیریت آسان:  معماری وصل و بازی، رابط کاربری گرافیکی برای مدیریت آسان مبتنی بر وب

۴-	کاهش آموزش‌های فنی مورد نیاز یک محصول برای یادگیری.

1. پیروی از مقررات